# Sói rừng (thực vật)
Sói rừng, Sói láng, Sói nhẵn, Thảo san hô (cao shan hu, 草珊瑚), danh pháp hai phần Sarcandra glabra là một loại thực vật có hoa thuộc họ Hoa sói (Chloranthaceae).
Sói rừng là loài cây bụi thường xanh, có nguồn gốc ở vùng Đông Nam Á. Hiện nay cây phân bổ ở các quốc gia và vùng lãnh thổ như Trung Quốc, Triều Tiên, Nhật Bản, Ấn Độ, Việt Nam và Malaysia, tại Việt Nam cây có thể tìm thấy ở các khu vực Lạng Sơn, Bắc Thái, Hoà Bình, Hà Nội đến Kon Tum, Lâm Đồng, mọc hoang ở những vùng núi đất, bìa rừng và ven đồi ẩm. Cây Sói rừng có chiều cao 1-2 mét, thân nhẵn, các mấu hơi phồng. Nhánh cây tròn, không có lông, với các lá mọc đối ở đốt, phiến dài hình bầu dục hay hình ngọn giáo, chiều dài 7–20 cm và rộng 2–8 cm với 5-7 cặp gân bên. Mép lá có răng cưa nhọn và thô, kèm với các tuyến. Cuống lá dài 5–8 mm. Cành chỉ mọc tại phần đốt. Bông kép, ít nhánh, nhánh ngắn với hoa nhỏ màu trắng không có cuống và có một nhị. Bầu nhụy có hình trứng và không có vòi. Cây ra quả mọng nhỏ, hình gần tròn đường kính 3–4 mm, khi chín có màu đỏ hay đỏ gạch. Cây ra hoa vào tháng 6-7 và quả chín vào tháng 8-9.
Theo Đông y, cây Sói rừng có vị đắng cay, tính hơi ấm, có độc; có tác dụng hoạt huyết giảm đau, khư phong trừ thấp, tiêu viêm giải độc. Trong dân gian, rễ cây được ngâm rượu, uống chữa đau tức ngực. Lá được sắc uống trị bệnh lao, hoặc giã đắp chữa rắn cắn, ngâm rượu xoa bóp chữa vết thương, mụn nhọt, phong thấp, đau nhức xương. Theo Perrot và Hurrier (1906), toàn bộ cây sói rừng cũng được dùng để chữa bệnh động kinh. Ở Trung Quốc, cây được dùng trị ung thư tuỵ, dạ dày, trực tràng, gan, cuống họng, viêm não B truyền nhiễm, lỵ trực trùng, viêm ruột thừa cấp, bệnh nhọt, ngã tổn thương, gãy xương, thấp khớp tạng khớp, đau lưng. Liều dùng 15-30 gam, sắc uống hoặc tán thành bột pha với rượu uống.
Kết quả phân tích thành phần hóa học cho thấy cây có chứa tinh dầu, các loại flavonoit, coumarin, axit fumaric, axit succinic,... Ngoài ra cây cũng chứa các loại sesquiterpen như beta atractylenoit, chloranthalacon E, (-)-istanbulin A và 2 sesquiterpen lacton mới là 8beta,9alpha-dihidroxyeudesman-4(15),7(11)-dien-8alpha, 12-olid và 8beta,9alpha-dihidroxylindan-4(5),7(11)-dien-8alpha,12-olid. Theo những nghiên cứu gần đây, các sesquiterpen trong cây có tác dụng bảo vệ gan. Cây Sói rừng cũng có tác dụng mạnh chống lại oxy hóa, giúp giải nhiệt, tiêu độc, làm tăng sự sản xuất các tiểu cầu trong máu (từ đó được ứng dụng làm thuốc chống giảm tiểu cầu), tăng tuần hoàn máu và chống viêm. Cũng có các tài liệu cho rằng S. glabra giúp giảm mệt mỏi trong điều trị ung thư và được đề xuất sử dụng như một giải pháp thay thế trong điều trị, nhưng chưa có thử nghiệm nào chứng thực điều này.
Cây được trồng để lấy hoa ướp trà, có thể dùng tươi hoặc phơi khô trong râm. Việc thu hoạch diễn ra vào mùa thu. Mùa hoa sói (rộ nhất từ cuối xuân đến đầu thu) có thể hái phơi khô và bảo quản, gói kín để sử dụng cả năm. Rễ cây được thu hoạch quanh năm, và cũng có thể được dùng dưới dạng tươi hoặc phơi khô trong râm.

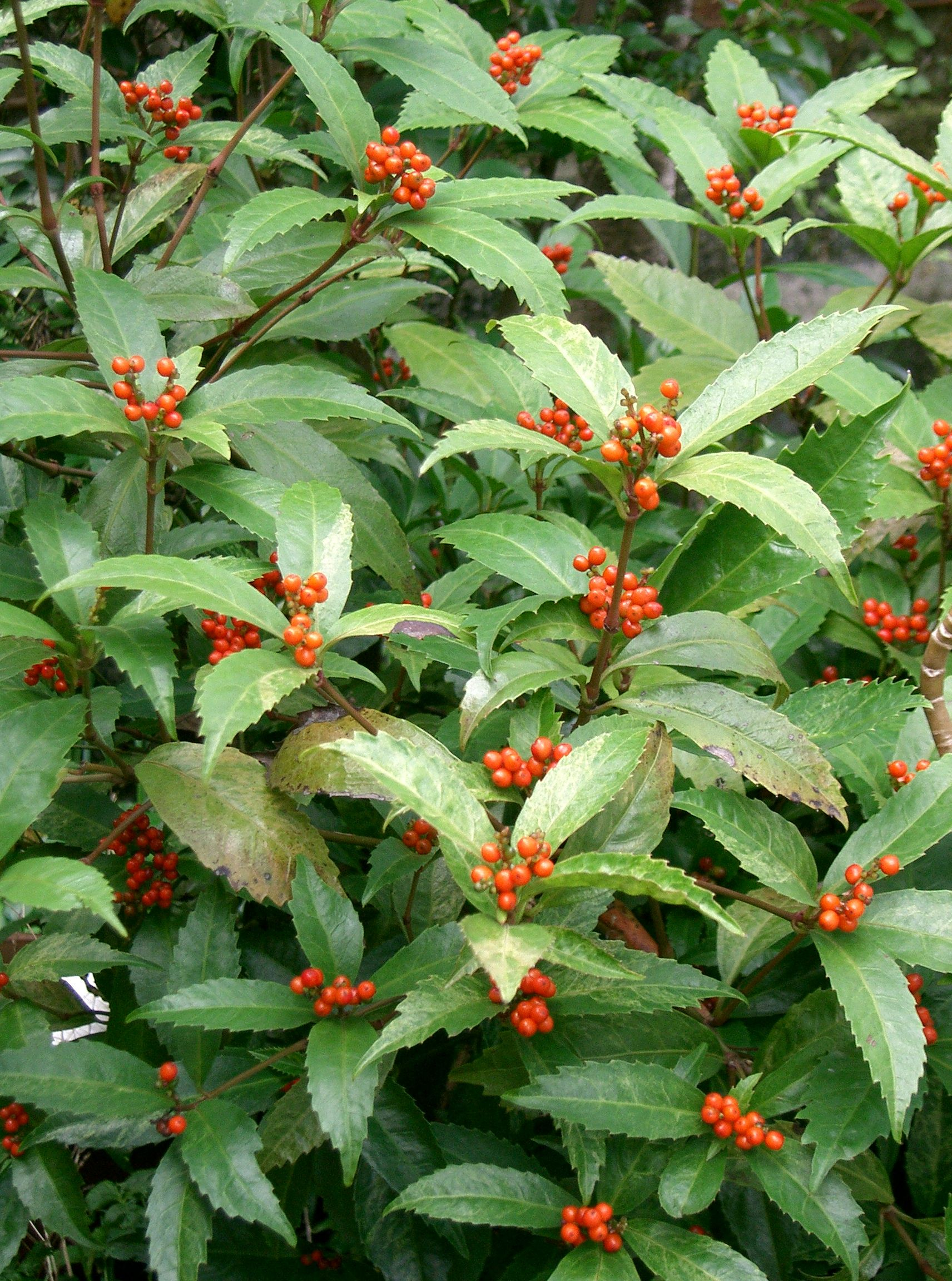
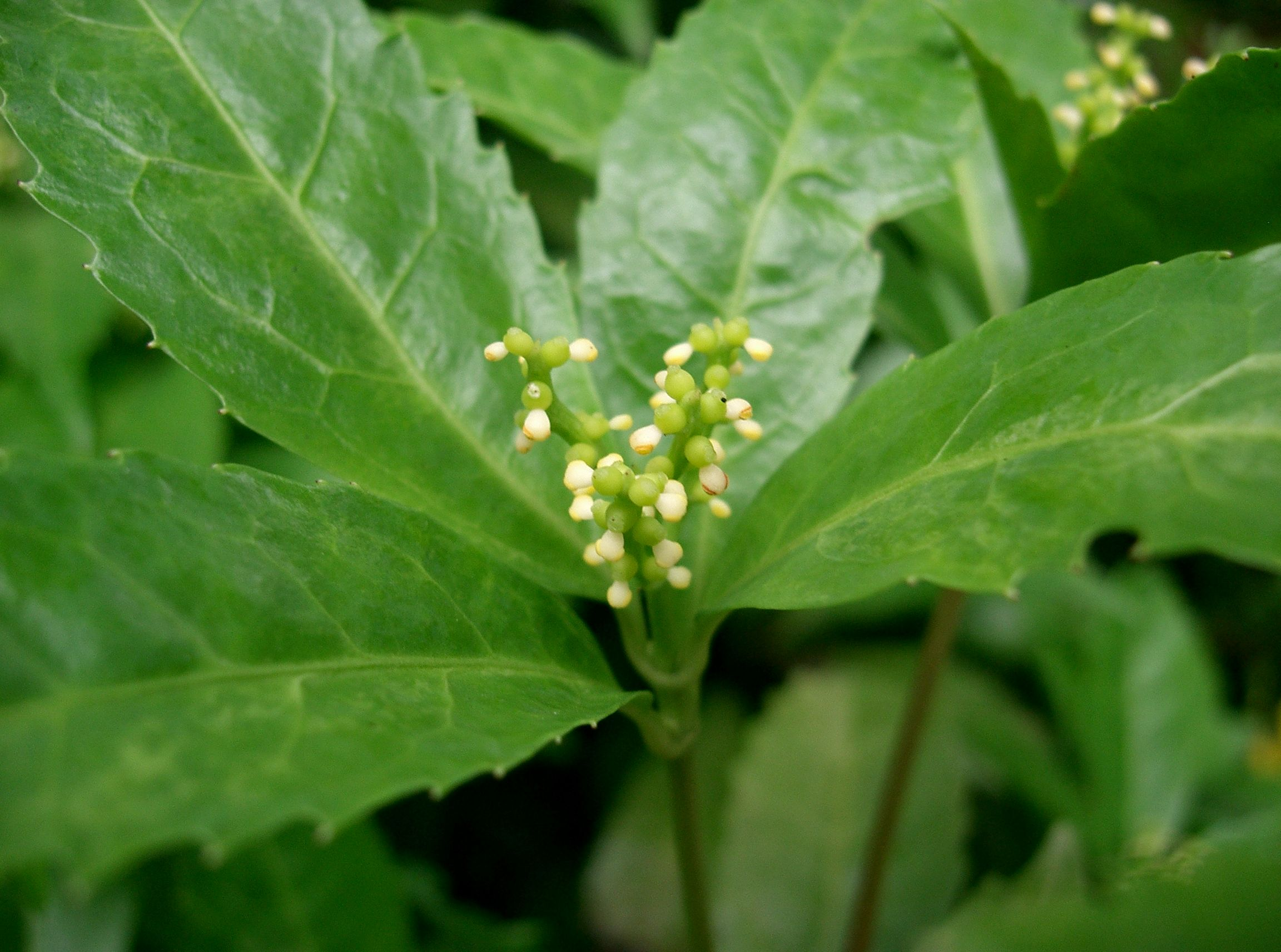
Cụm hoa
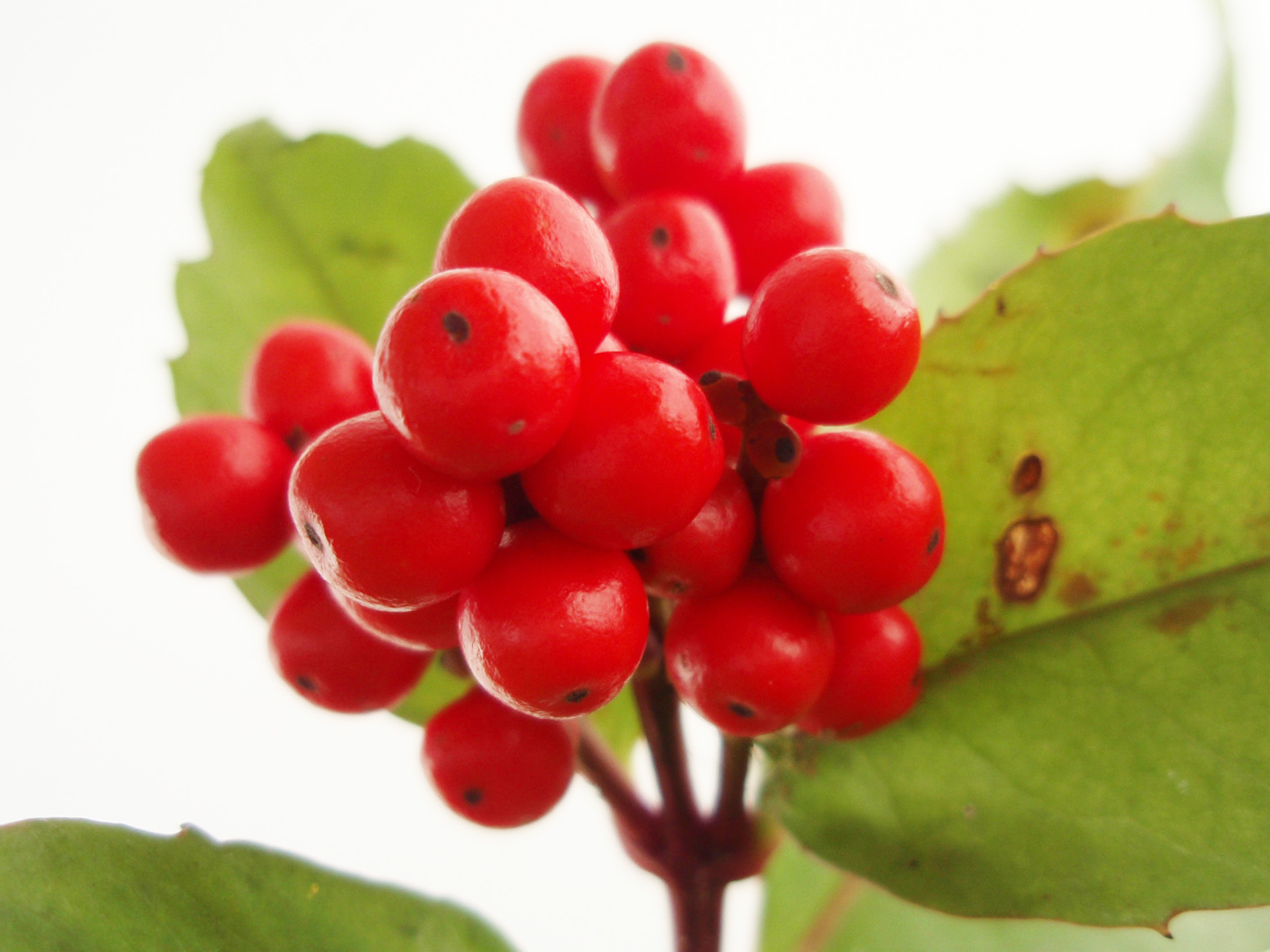
Quả
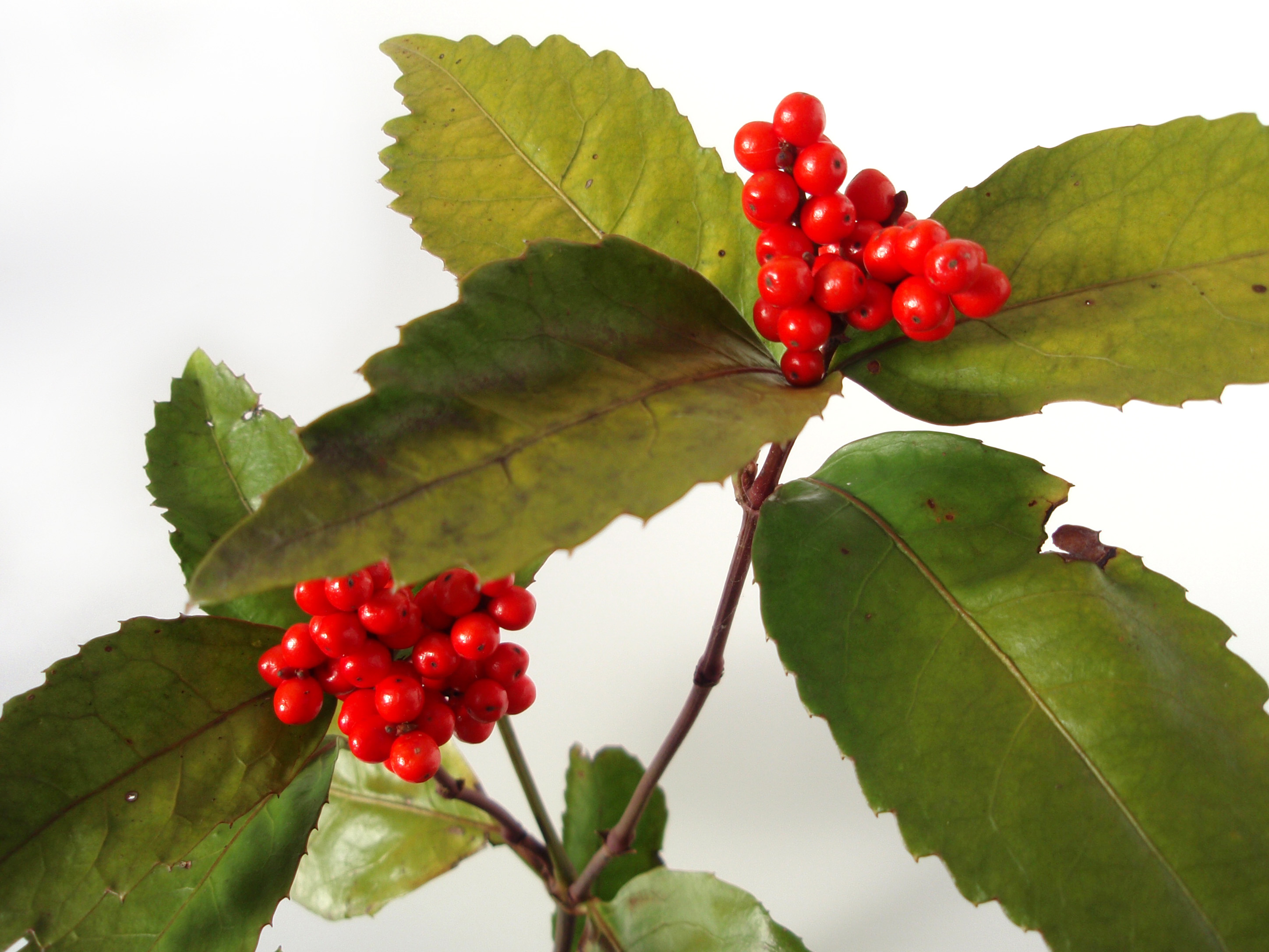
Chùm quả và lá
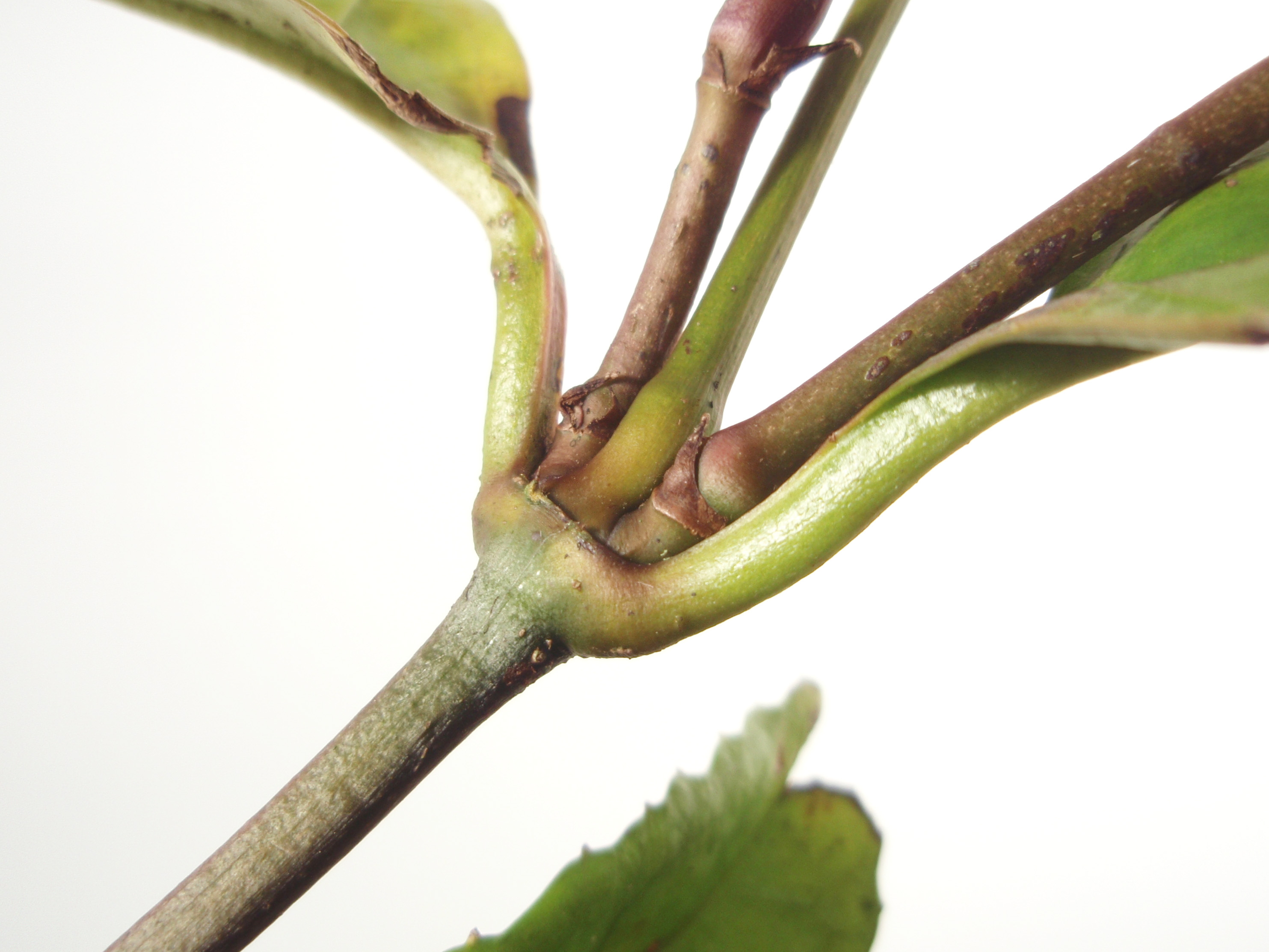
Thân cành
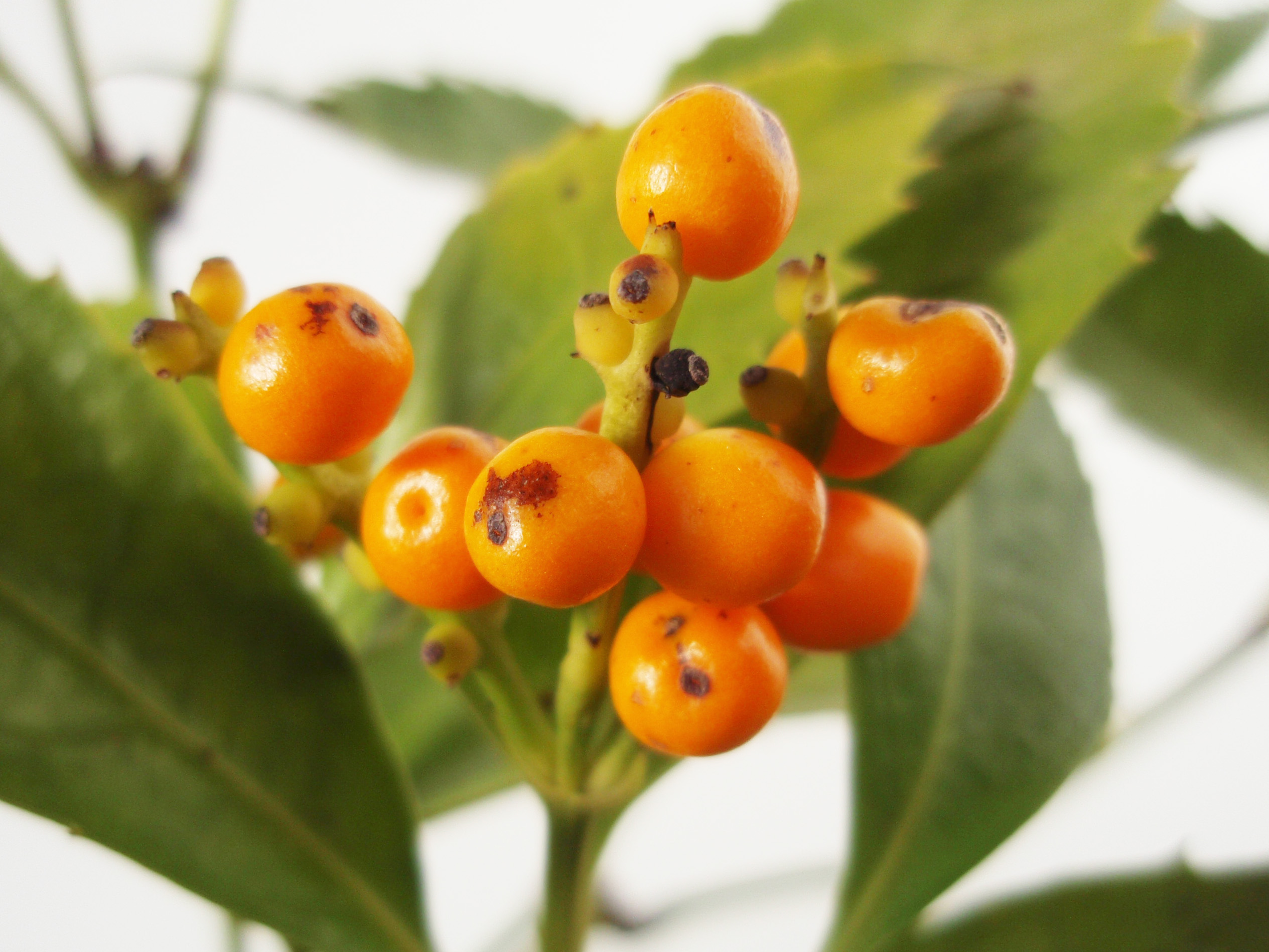
Một chùm quả với màu vàng